# Bombom (São Tomé)
Bombom ist ein südlicher Vorort der Hauptstadt São Tomé im Distrikt Mé-Zóchi auf der Insel São Tomé im Inselstaat São Tomé und Príncipe.

## Geographie
Der Ort liegt auf einer Höhe von ca. 30 m etwa einen Kilometer südlich von São Tomé.
Im Ort befindet sich die katholische Kirche Igreja de Nossa Senhora de Fátima.

## Sport
Inter Bom-Bom, ein Fußballclub, spielt in der ersten Liga des Landes, der Primeira Divisão de São Tomé, offiziell Campeonato Santomense de Futebol.